# Héjj Miklós
Héjj Miklós (Budapest, 1922. december 11. – Budapest, 1996. augusztus 27.) régész, művészettörténész, a visegrádi Mátyás Király Múzeum igazgatója.

## Élete
Apja Studnicska Mihály művelt gépészmérnök volt.
Először a Műegyetem építészmérnöki karán tanult, majd a katonai szolgálat és a hadifogság után tanulmányait 1946-tól a Pázmány Péter Tudományegyetem Művészettörténet és Keresztény Régészet Tanszékén végezte. 1950-ben régészet-művészettörténet szakon muzeológus oklevelet szerzett és megnősült. 1951-1955 között a Magyar Nemzeti Múzeum muzeológusa. 1952-től a visegrádi Mátyás király Múzeum megbízott vezetője, 1955-1984 között igazgatója. 1984-ben nyugdíjba vonult.
Felesége Détári Angéla, az Iparművészeti Múzeum művészettörténésze volt.
A magyar középkor építészetével foglalkozott. 1949-től irányította a visegrádi királyi palota ásatásait. A feltárt romterületen népszerű múzeumot hozott létre. Az 1950-es évek elején a cseszneki vár kőfaragványait, majd a sopronbánfalvi középkori plébániatemplomot kutatta, illetve ásatásokat végzett a nógrádi várban, feltárva Báthory András reneszánsz sírkövét is. Jelentős helytörténeti gyűjteményt hagyott az utókorra, illetve felvázolta Visegrád régészeti topográfiáját. Sokat tett a város kulturális életének fellendítéséért.

## Elismerései
- 1964 Kuzsinszky Bálint-emlékérem[7]
- 1975 Móra Ferenc-emlékérem
- Magyar Műemlékvédelemért plakett
- 2022 Héjj Miklós emlékülés

## Művei
- 1953 Beszámoló a visegrádi Mátyás-palota 1952. évi feltárási munkáiról. Archaeologiai Értesítő
- 1954 Visegrád történeti emlékei. Budapest
- 1955 Sopron és környéke műemlékei (tsz.)
- 1955 A visegrádi Mátyás Király Múzeum. Magyar Múzeumok 1945—1955, 216-217
- 1956/1957 Visegrád
- 1959 Gótikus faragványok a cseszneki várból. Folia archeologica 11
- 1960 Műemlékvédelem és régészet. Magyar Műemlékvédelem 1949-1959
- 1966 A visegrádi Alsóvár lakótornyának építéstörténete. Műemlékvédelem 1966/1, 8
- 1966 Visegrádi lakótorony, érmék, kutak (tsz.)
- 1970 A visegrádi királyi palota. Budapest (angolul és franciául is)
- 1985 Visegrád – Királyi palota